# Gneiss Lake
Der Gneiss Lake ist ein kleiner und permanent zugefrorener See im Süden von Signy Island im Archipel der Südlichen Orkneyinseln. Er liegt westlich der Gneiss Hills.
Das UK Antarctic Place-Names Committee benannte ihn 1981 in Anlehnung an die Benennung der Gneiss Hills.